# Stryphnus mucronatus
Stryphnus mucronatus är en svampdjursart som först beskrevs av Schmidt 1868.  Stryphnus mucronatus ingår i släktet Stryphnus och familjen Ancorinidae. Inga underarter finns listade i Catalogue of Life.